# 汕头市达濠华侨中学
23°17′07″N 116°43′56″E / 23.28528°N 116.73222°E
汕头市达濠华侨中学 为广东省一级学校，汕头市一级学校，濠江区重点中学。
学校创建于1986年，因达濠旅港华侨拳拳赤诚之心而生。占地面积51706平方米，总建筑面积32563.4平方米。校本部位于濠城东面小望山南麓。2009年初中部整体迁往沿江路西的新校区，高中部仍位于本校区，形成一校两区、高、初中分区办学格局。高中部设63个班，学生4000多人；初中部设置30个班，学生2200多人。全体学生达6200多人。现任校长郑伟煜。

## 校史

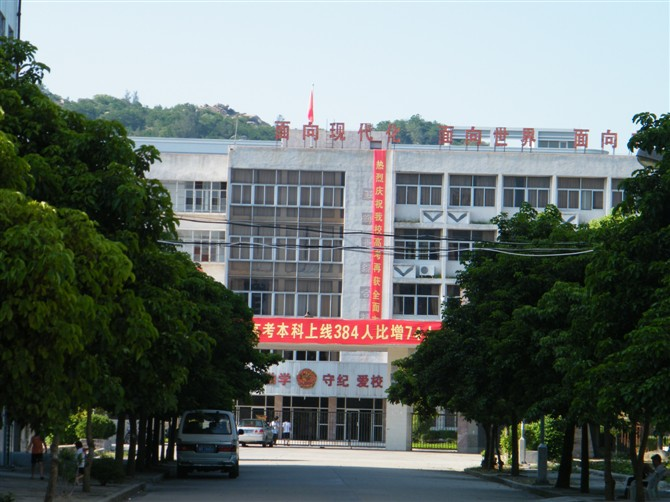
达濠侨中正门前校道 2009

### 建校
1985年元宵节，达濠旅港同胞回乡观光，倡议创办“达濠华侨中学”，并捐赠港币727万元。区政府拨款人民币125万元，为配套设施。学校于1985年奠基
，至1986年11月教学楼竣工。校内主要建筑为：综合楼、初中、高中教学校各一幢（内设有阶梯教室），图书馆、礼堂、食堂、学生宿舍、老师家属宿舍，建筑面积14万平方米。1986年9月开始招生，招收高、初中20班，学生1000多人。 1988年招收初、高中学生36个班，1800人。

### 扩建
2002年，将学校北面赤隆管理区山坡地8.5亩（5666.95 m2）地划为为学校建设用地。2004年新教学楼落成。

### 新校区
2009年8月，濠江区教育局结合学校布局调整工作，合并达濠中心小学和镇二小学，利用合并后腾出的达濠中心小学校舍作为达濠华侨中学新校区，达濠华侨中学初中部整体迁到新校区。新校区位于沿江路西，占地17.8亩，建筑面积11392平方米，作为初中部。高中部仍设于本校区。

### 晋升广东省一级学校
- 2011年4月27日至29日，顺利接受省一级学校评估验收。[5]
- 2011年11月17日晋升为广东省一级学校，并举行揭牌仪式。[6]